# Lijst van rivieren in Utah
Dit is een lijst van rivieren in Utah.

## Op stroomgebied
- Bear River – Great Salt Lake
- Beaver River – Black Rock Desert
  - Little Bear River
- Colorado – Golf van Californië
  - Dirty Devil River
    - Fremont River
    - Muddy Creek/River

  - Dolores River
  - Escalante River
  - Green River
    - Duchense River
      - Strawberry River
      - Uinta River
        - Whiterocks River

    - Price River
    - San Rafael River
    - White River

  - Kanab River
  - Paria River
  - San Juan River
  - Virgin River
    - East Fork Virgin River
    - North Fork Virgin River
    - Santa Clara River
- Jordan River – Great Salt Lake
- Ogden River – Great Salt Lake
- Provo River – Utah Lake
- Raft River  – Snake River, Columbia River, Grote Oceaan
- Sevier River – Sevier Lake
  - East Fork Sevier River
  - San Pitch River
  - South Fork Sevier River
- Spanish Fork River  – Utah Lake
- Weber River – Great Salt Lake

Alabama · Alaska · Arizona · Arkansas ·  Californië · Colorado · Connecticut · Delaware · Florida · Georgia · Hawaï · Idaho ·  Illinois · Indiana · Iowa · Kansas · Kentucky · Louisiana · Maine · Maryland · Massachusetts · Michigan · Minnesota · Mississippi · Missouri · Montana · Nebraska · Nevada · New Hampshire · New Jersey · New Mexico · New York ·  North Carolina · North Dakota · Ohio · Oklahoma · Oregon · Pennsylvania · Rhode Island · South Carolina · South Dakota · Tennessee · Texas · Utah · Vermont · Virginia · Washington (staat) · Washington D.C. · West Virginia · Wisconsin · Wyoming